# 正しい英語を話す運動
シンガポール政府は「シングリッシュ」に対して否定的であり、正しい英語を話すことを国民に求めている。大学には、シングリッシュ矯正講座もある。2000年4月には正しい英語を話す運動（ただしいえいごをはなすうんどう、英語: Speak Good English Movement, SGEM）を開始した。

## 背景
1819年、 シンガポールの近代的な港の設立に伴い、 シンガポールに英語が導入された。この港はインドと中国からの移民が多く、多言語の背景を作り出している。 これらの言語に頻繁にさらされるため、世代ごとにシンガポール英語またはシンガポール式英語に影響を与えている。 シンガポール英語は一般にシングリッシュと呼ばれ、シンガポール語の多くの語彙と混ざった英語の語彙が特徴である。シンガポール人以外の人は理解が難しい場合がある。
正しい英語を話す運動が1999年に開始した時、ゴー・チョクトン首相はシンガポール英語を「シンガポール人の英語の破壊」、「貧しい、文法的な英語」と表現した。
政府によると、シンガポールの生活水準を上げるには標準英語の習得が不可欠であり、シンガポール人は「商取引、ビジネス、技術のグローバルな言語 」でコミュニケーションをとる時に問題を引き起こすとしている。
正しい英語を話す運動の目的は、シンガポールで使用される英語の標準を改善することであり。このキャンペーンは毎年異なるテーマとターゲットグループを採用し、またさまざまなパートナー組織と協力して、ムーブメントの目標に沿ったプログラムを提供している。

## 目的
このキャンペーンの目的は、シングリッシュの使用をやめさせ、より標準化された形式の英語の使用を奨励することである（シンガポール政府は、イギリス英語を標準モデルにしている）。

## テーマ
2003年以来、「正しい英語を話す運動」 が毎年実施されている。シンガポールでは、英語を上手に話すことが日常生活に重要であるという認識を高めるために、1年間のプログラムや活動が島全体で行われている。毎年、対象者に焦点を当てたテーマが作成される。2019年までのキャンペーンで使用されたテーマは次のとおり。
- 2000–2004: Speak Well. Be Understood.
（うまく話す。 理解される。）

- 2005–06: Speak Up. Speak Out. Speak Well
（もっと大きな声で。はっきり言って。よく話す）

- 2006–07: Be Understood. Not only in Singapore, Malaysia and Batam
（理解される。 シンガポール、マレーシア、バタム島だけでなく）

- 2007–08: Rock Your World! Express Yourself
（ロック・ユア・ワールド!自分らしさを表現する）

- 2008–09: I Can
（私はできる）

- 2009–10: Impress. Inspire. Intoxicate.
（感動を与える。突き動かす。酔わせる。）

- 2010–11: Get it Right
（正しく伝える）

- 2011–12: How You Speak Makes A Difference
（話し方で差がつく）

- 2012–13: Make Good English Stick
（良い英語を定着させよう）

- 2013–14: 10 Tips to Improve Your English
（英語を上達させる10のコツ）

- 2014-16: Grammar Rules Matter. Use Good English
（文法規則が重要です。 良い英語を使おう）

- 2017–18: Learn Grammar Rules to Rule the English Language
（英語を支配する文法規則を学ぶ）

- 2019: Let's Connect. Let's Speak Good English
（繋がろう。良い英語を話そう）